# Маркина, Галина Петровна
Галина Петровна Маркина (бел. Галіна Пятроўна Маркіна; 23 ноября 1934, Воронеж — 27 октября 1985) — белорусская актриса. Народная артистка БССР (1976).

## Биография
Родилась в Воронеже 23 ноября 1934 года. Отец — Пётр Александрович Маркин (1903—1958), заслуженный артист БССР (1955); мать — Ольга Степановна Захарова (1908—1981), заслуженная артистка БССР (1955).
Закончила Белорусский театрально-художественный институт (1956), одновременно — филологический факультет Воронежского университета. С 1956 года — актриса Брестского театра имени ЛКСМБ, с 1959 года работала в Белорусском театре имени Янки Купалы, с 1961 года — в Белорусском театре имени Якуба Коласа.
Умерла 27 октября 1985 года.

## Творчество
Исполняла роли героинь из современного и классического репертуара. Лучшие роли в белорусской драматургии: Зося Савич, Морозова («Сердце на ладони», «Истоки», по И. Шамякину), Корзун («Война под крышами» по А. Адамовичу), Мать («Ошеломлённый апостол» А. Макаёнко). Другие роли: Женька Шульженко («Фабричная девчонка» А. Володина), Ксения («Обрыв» Б. Лавранева), Софья («Зыковы» М. Горького), Спиридонова («Шестого июля» М. Шатрова), Мария Стюарт (одноименная пьеса Ф. Шиллера), Беатриче («Много шума из ничего» У. Шекспира), Анисья («Власть тьмы» Л. Толстого), Мамаша Кураж («Мамаша Кураж» Б. Брехта).